# أدريان فولفورد
أدريان فولفورد (بالإنجليزية: Adrian Fulford)‏ هو قاضي ومحامي ومحام بالقضاء العالي بريطاني، ولد في 8 يناير 1953 في المملكة المتحدة.